# Война Красного Облака
Война Красного Облака (англ. Red Cloud's War) — вооружённый конфликт между США и лакота, шайеннами и арапахо с другой стороны, происходивший на территории современных штатов Вайоминг и Монтана с 1866 года по 1868 год. Война состояла в основном из постоянных мелких набегов индейцев и нападений на солдат в трёх фортах в районе реки Паудер, изнуряя эти гарнизоны. Крупнейшее сражение войны, Резня Феттермана, было худшим военным поражением, понесённым США на Великих равнинах до битвы при Литтл-Бигхорн десять лет спустя.

## Предыстория
В начале 1860-х годов Джон Бозмен и Джон Джейкобс нашли новый путь на золотые прииски Монтаны, который проходил через индейские земли и по нему двинулись караваны переселенцев и золотоискателей. В 1863 году по землям лакота, шайеннов и арапахо проложили новую дорогу, которая получила название Бозменский тракт. Она соединила шахтёрские города Западной Монтаны с Орегонским путём.
Против враждебных индейцев, летом 1865 года, правительство США снарядило карательную экспедицию под руководством генерал-майора Патрика Коннора. Кампания закончилась полным провалом, её единственным успехом был захват лагеря северных арапахо.
Весной 1866 года власти США направили к индейцам специальную мирную комиссию. Однако, пока велись переговоры, батальон пехотинцев США отправился патрулировать Бозменский тракт. Вождь оглала Красное Облако обвинил представителей комиссии во лжи и покинул совет, большинство воинов последовало за ним.

## Война
Небольшие стычки между индейцами и солдатами переросли в войну. В декабре 1866 года в районе форта Фил-Кирни лакота, шайенны и арапахо перебили отряд капитана Уильяма Феттермана — 81 человека, спастись не удалось никому. Резня Феттермана потрясла США — впервые был полностью уничтожен такой большой отряд солдат.
Весной и летом 1867 года Красное Облако вёл кампанию с целью вынудить американцев уйти из района реки Паудер. На караваны фургонов, следовавших по Бозменской тропе, предпринимались постоянные нападения. Форты, расположенные в этом районе, часто оказывались в столь тесной блокаде, что военные вынуждены были сражаться даже чтобы обеспечить себя питьевой водой и топливом.
1 августа 1867 года недалеко от форта Смит индейцы убили 6 солдат, потеряв при этом 8 воинов. На следующий день произошло сражение, известное как Бой у фургонного лагеря. Большой отряд оглала, миннеконжу и итазипчо атаковал лагерь лесорубов, которых сопровождали 51 пехотинец. Было убито 7 белых людей и несколько ранено.

## Последствия
Вооружённые столкновения в районе реки Паудер привели к тому, что правительство США вынуждено было заключить мир с враждебными индейцами на их собственных условиях. Продолжать долгую и дорогостоящую войну американские власти не захотели.
В марте 1868 года генерал Улисс Грант приказал вывести войска из фортов, расположенных в районе реки Паудер. Соединённые Штаты за время войны потеряли убитыми более 100 человек и понесли огромные финансовые потери.
Мир между враждебными индейцами и правительством США был заключён осенью 1868 года. Мирный договор подразумевал закрытие военных фортов, район реки Паудер оставался охотничьими угодьями лакота, шайеннов и арапахо, пока существуют стада бизонов. Восточнее этих земель власти США образовали огромную резервацию, которая получила название Великая резервация сиу. Кроме того, правительство взяло на себя обязательство в течение 30 лет выдавать индейцам продовольствие и товары.